# Blackburn B-20
Il Blackburn B-20 era un idrobombardiere bimotore a scafo centrale "retrattile" realizzato dall'azienda britannica Blackburn Aircraft Limited nel 1940 e rimasto allo stadio di prototipo.
Basato su un brevetto depositato dal loro capo progettista J. D. Rennie, il B-20 era stato realizzato per poter testare un velivolo avanzato che potesse aumentare drasticamente le prestazioni riunendo le migliori caratteristiche tecniche di un idrovolante a scafo centrale e di un aereo anfibio.

## Storia

### Sviluppo
Alla fine degli anni trenta l'Air Ministry, il ministero dell'aria britannico, emise una specifica, la R1/36, per la richiesta di un idrovolante. Al concorso risposero la Blackburn assieme a Supermarine e Saunders-Roe presentando ciascuna un progetto che rispondesse alle specifiche richieste. Dopo averne valutato le caratteristiche, il Ministero dichiarò vincitore la Saunders-Roe con il loro Saro Lerwick ma si dichiarò comunque interessato anche alla proposta della Blackburn richiedendo a quest'ultima due prototipi per determinare praticamente la validità degli innovativi concetti espressi. Il primo prototipo venne completato nei primi mesi del 1940, volando per la prima volta nel marzo dello stesso anno. Il 7 aprile, durante uno dei test, il velivolo cominciò ad accusare forti vibrazioni a causa di un'autovibrazione degli alettoni costringendo l'equipaggio a lanciarsi con il paracadute; tre membri risultarono dispersi ed altri due vennero tratti in salvo dall'incrociatore ausiliario HMS Transylvania. L'incidente si ripercosse sulle attività aziendali con l'interruzione dello sviluppo del progetto ed il conseguente abbandono della costruzione del secondo prototipo, indirizzando le risorse produttive della Blackburn nell'evasione delle richieste seguite allo scoppio della seconda guerra mondiale.

## Descrizione tecnica
Il B-20 era un velivolo che manteneva un aspetto tradizionale solo in volo ma che mutava nella sua unicità quando era alla fonda. La fusoliera era massiccia, tipico di in classico idrovolante a scafo centrale, abbinata ad un'ala alta e completata posteriormente da una coda dotata di piani orizzontali arretrati e singola deriva dalle generose dimensioni. In acqua si comportava come un normale idrovolante dotato di un grande galleggiante centrale più altri due con funzioni equilibratrici posti sotto le ali. La particolarità era posta in un dispositivo che permetteva di sollevare l'intera struttura del velivolo estendendo, grazie ad un sistema idraulico, sia il corpo dello scafo centrale che i due galleggianti laterali. Questi si ritraevano in volo andando a formare un corpo unico con la struttura del velivolo, il primo diventando parte integrante dello scafo centrale, i secondi ruotando all'esterno e divenendo un'estensione dell'ala. La propulsione era affidata a 2 motori Rolls-Royce Vulture a 24 cilindri dall'insolita configurazione ad X ed accreditati della potenza di 1 720 hp (1 280 kW) ciascuno.

## Utilizzatori
Regno Unito
- Royal Air Force

utilizzato solamente nelle prove di valutazione.

## Velivoli comparabili
Regno Unito
- Saro Lerwick

 Stati Uniti
- Convair F2Y Sea Dart